# Prairie View (Kansas)
Prairie View è un comune degli Stati Uniti d'America, situato nello Stato del Kansas, nella contea di Phillips.